# 794 Irenaea
794 Irenaea eller 1914 VB är en asteroid i huvudbältet, som upptäcktes den 27 augusti 1914 av den österrikiske astronomen Johann Palisa. Den är uppkallad efter Edmund Weiss dotter Irene Hillebrand.
Asteroiden har en diameter på ungefär 35 kilometer.